# 加蘭維爾 (密西西比州)
加蘭維爾（英語：Garlandville）是位於美國密西西比州賈斯珀縣的非建制地區。

## 歷史
加蘭維爾的郵局於1834年設立，其後於1953年停運。

## 地理
加蘭維爾所處的海拔為高於海平面139米（即456英呎），而該地所採用的時區為UTC-6，即北美中部時區（CST）。同時該地設有夏令時間，為UTC-6調快一小時，即UTC-5（CDT）。